# Carlos Roma Machado de Faria e Maia
Carlos Bento Roma Machado de Faria e Maia (Lisboa, 6 de junho de 1861 — Estoril, 21 de agosto de 1953), também conhecido por Roma Machado, foi um oficial de Engenharia do Exército Português, onde passou à reserva no posto de coronel, que exerceu, entre 1897 e 1929, diversas funções técnicas na área da topografia e da cartografia em Angola e Moçambique, com destaque para os trabalhos preparatórios de instalação do Caminho de Ferro de Benguela, os trabalhos de delimitação da fronteira sul de Angola ao longo do rio Cunene, que incluiu a participação num convénio internacional na Cidade do Cabo, tendo feito viagens por via fluvial e terrestre para avaliar a navegabilidade e curso dos rios e as possibilidades de construir estradas. É autor de várias obras de temática africana. Foi secretário-geral da Sociedade de Geografia de Lisboa.

## Biografia
Oriundo de uma importante família aristocrática da ilha de São Miguel, Açores, nasceu em Lisboa, filho do micaelense José Inácio Machado de Faria e Maia (1830-1882), meio-irmão do 1.º visconde de Faria e Maia, e de Paulina Roma. O pai era licenciado em Direito e magistrado.
Após ter realizado estudos primários e secundários em Lisboa, assentou praça como voluntário no Regimento de Artilharia n.º 1, a 27 de outubro de 1889. Concluiu o curso preparatório na Escola Politécnica de Lisboa, inscrevendo-se de seguida no curso de Engenharia Militar sa Escola do Exército, que concluiu em 1885. Iniciou então uma carreira como oficial da arma de Engenharia do Exército, sendo promovido a alferes em 1886, a tenente em 1888, a capitão em 1889, ingressando nesse ano no estado-maior da arma de Engenharia, a major em 1910, a tenente-coronel em 1913 e a coronel em 1915.
A sua carreira militar desenvolveu-se maioritariamente nas colónias portuguesas de África, com uma longos permanências na África Oriental Portuguesa e em Angola. Permaneceu naqueles territórios em sucessivas comissões de serviço que se prolongaram desde a década de 1890 até 1917. Para além das funções estritamente militares, integrando o Conselho de Guerra durante as campanhas de pacificação e as operação de fronteira durante a Primeira Guerra Mundial, também chefiou a comissão de delimitação de fronteiras com o Sudoeste Africano Alemão ao longo do rio Cunene, no sul de Angola. Também no ultramar exerceu os cargos de director de obras públicas e director da emprese do Caminho de Ferro de Benguela. Trabalhou na Companhia de Moçambique.
Visitou a ilha de S. Miguel, com sua mãe, em 1878, e em 1890, já no posto de capitão, integrou a brigada de reconhecimento militar das Ilhas Adjacentes, tendo percorrido sistematicamente a maior parte dos arquipélagos dos Açores e Madeia. Dessa viagem resultaram diversas publicações sobre geomorfologia e geodinâmica destes arquipélagos.
É autor de uma vasta bibliografia maioritariamente sobre questões coloniais, com destaque para Angola e Moçambique, incluindo trabalhos de índole geográfica e cartográfica. Contudo, alguns das suas publicações mais importantes são referentes à história dos Descobrimentos Portugueses e sobre a prioridade portuguesa na exploração da costa atlântica da América do Norte. Os estudos que publicou sobre o conhecimento dos Açores e a sua representação na cartografia do século XIV, apoiados em trabalhos do historiador açoriano António Ferreira de Serpa, continuam importantes para a história da Macaronésia. Entre os seus trabalhos sobre geofísica e vulcanologia nos Açores, merece destaque a «memória» que apresentou ao Primeiro Congresso Açoriano, realizado em Lisboa no ano de 1938.
Uma das suas obras mais importantes é um livro de memórias familiares, intitulado Memórias da Vila Roma, na qual fornece importantes elementos para a genealogia e história social da ilha de São Miguel nos finais do século XIX e inícios do século XX.
Ao longo da sua carreira foi condecorado com os graus de cavaleiro (1901) e de grande oficial (126) da Ordem de São Bento de Avis. Também recebeu as medalhas de prata de comportamento exemplar (1886) e a medalha de serviços distintos no Ultramar (1905). Foi várias vezes louvado pela sua acção no ultramar, incluindo um louvor pelo rei D. Carlos I. É recordado na toponímia da cidade da Beira, em Moçambique.

## Obras
Entre outras, é autor das seguintes publicações:
- Apontamentos para um novo indice cronologico das primeiras viagens, descobrimentos e conquistas dos portugueses (com prefácio de António Ferreira de Serpa). Lisboa, Of. Fernandes, 1937.
- Memórias da Villa Roma : e das famílias que com a família Roma tiveram mais relações de parentesco ou de amisade : memórias e resumos genealógicos das famílias Teles de Meneses e Matos, da Ilha da Madeira. Lisboa, Ed. do autor, 1940.
- Memória sobre manifestações geofísica de carácter vulcanológico nos arquipélagos da Madeira e Açores apresentada ao Congresso Açoriano em Lisboa (1938) (separata da revista Terra). Lisboa, Of. Fernandes, 1942.
- Prioridade dos portugueses no descobrimento da América do Norte, América Central e América do Sul. Coimbra, Coimbra Ed. Lda., 1945.
- Nostalgia africana : veridicas narrativas
- Guerra anglo-boer de 1899-1902 na fronteira de Lourenço Marques e de Gaza
- Colonização do planalto de Huila e Mossamedes : seu desenvolvimento agrícola e industrial
- Reconhecimento militar da fronteira portugueza entre os districtos de Lourenço Marques e Gaza, o Transvaal e a Swazilandia : estabelecimento e abastecimento de postos de policia no tempo da Guerra Anglo-Boer
- A cidade do Huambo, primeira cidade portugueza no planalto de Benguela
- O Sul de Angola e as aguas do Rio Cunene
- Prioridade dos portugueses no descobrimento da America do Norte e ilhas da America Central : considerações sobre um grande livro americano : justificação da comemoração dos Corte-Reaes. Tip. e Papelaria Carmona, Lisboa, 1931.
- Recordações de Africa
- Alguns projectos e obras executados na Provincia de Moçambique nos ultimos nove annos
- Os melhores locais de Angola e Moçambique para a vida das famílias portuguêsas com residência perpétua e para estadia de 10 anos no máximo
- Organisação defensiva da cidade e districto de Lourenço Marques
- Na fronteira sul de Angola
- A nacionalidade portuguesa e o nome de Cristobal Colon. Conferéncia feita na Sala dos Capelos da Universidade
- Baía dos Tigres, grande centro piscatório, e o seu abastecimento por agua do Rio Cunene
- Os melhores locais de Angola e Moçambique para a vida das famílias portuguesas : memória apresentada ao Congresso de Geografia de Holanda em 1938
- Fronteira do Uruguai com o Brasil, sua evolução histórico-geográfia
- Bibliographie d'histoire coloniale (1900-1930) : Portugal
- Colonisac̦ão da roc̦a branca portuguesa em Angola : urgencia da sua efectivac̦ão para a nossa preponderancia e autonomia na mesma colonia